# Samsung Galaxy S Advance
De Samsung Galaxy S Advance (GT-i9070) is een Android-smartphone van Samsung en is de opvolger van de Samsung Galaxy S Plus. Het toestel heeft een capacitief super-amoled-touchscreen van 4,0 inch met een resolutie van 480 × 800 pixels. Het scherm kan 16.777.216 kleuren weergeven. De Samsung Galaxy S Advance heeft een dualcore-processor die draait op 1,0 GHz. Deze heeft beschikking over 768 MB RAM-geheugen. Daarvan kan, als het toestel draait op Android Gingerbread, 555 MB gebruikt worden. In het geval het toestel draait op Android Jelly Bean is er 625 MB RAM beschikbaar voor de gebruiker.
De Samsung Galaxy S Advance draait momenteel op het besturingssysteem Android 2.3.6 Gingerbread, maar een officiële upgrade naar Android 4.1.2 Jelly Bean is te downloaden via Samsung KIES.
Het toestel is te verkrijgen in een 8 en 16 GB-versie. Het geheugen kan uitgebreid worden met een SD-kaart, tot een maximumcapaciteit van 32 GB.

## Gewicht, afmeting en behuizing
De Samsung Galaxy S Advance weegt 120 gram en is 123,2 × 63,0 × 9,7 mm groot. De behuizing is voor een groot deel gemaakt van plastic en het scherm is gemaakt uit Gorilla Glass.
Onder de achterklep zitten de SD-kaart, de simkaart en de batterij. Een speciale eigenschap zorgt ervoor dat het scherm licht gebogen is.

## Camera
De Samsung Galaxy S Advance beschikt over twee camera's; de voorste camera heeft 5 megapixels en beschikt over een ledflits en de secundaire camera heeft 1,3 MP. De telefoon kan foto's maken en filmen. Daarnaast bevat het toestel ook een filmbeheerder.